# Teorie aktivovaného komplexu

Schéma energie reakce podle teorie aktivovaného systému.

Teorie aktivovaného komplexu (také teorie absolutní reakční rychlosti, Eyringova teorie) je v chemické kinetice jednou z teorií vysvětlujících průběh a rychlost chemických reakcí. Tuto teorii představil v roce 1931 chemik Henry Eyring. 
Na rozdíl od starší teorie aktivních srážek nepředpokládá, že reakce probíhají prostřednictvím dostatečně prudké srážky. Zánik starých a vznik nových vazeb je zde popsán jako postupný děj, kde se nestabilní meziprodukt, který se nachází někde "uprostřed" průběhu reakce, nazývá aktivovaný komplex. Jelikož tato teorie si neklade za podmínku prvotní úplné rozštěpení původních vazeb, je aktivační energie reakce nižší a více se blíží experimentálně naměřeným hodnotám.

## Nedostatky teorie
Teorie sice bere v úvahu strukturu reagujících částic, dokáže to ale jen s jednoduchými molekulami.